# Santiago de Puringla
Santiago de Puringla é um município de Honduras, localizado no departamento de La Paz.